# Saprosma
Saprosma är ett släkte av måreväxter. Saprosma ingår i familjen måreväxter.

## Dottertaxa tillSaprosma, i alfabetisk ordning[1]
- Saprosma anisophylla
- Saprosma annamense
- Saprosma arboreum
- Saprosma axilliflora
- Saprosma borneense
- Saprosma brassii
- Saprosma brevipes
- Saprosma brunnea
- Saprosma chevalieri
- Saprosma cochinchinense
- Saprosma consimile
- Saprosma corymbosum
- Saprosma crassipes
- Saprosma dispar
- Saprosma distans
- Saprosma elegans
- Saprosma foetens
- Saprosma fragrans
- Saprosma fruticosum
- Saprosma glomeratum
- Saprosma glomerulatum
- Saprosma gracile
- Saprosma hainanensis
- Saprosma henryi
- Saprosma hirsutum
- Saprosma inaequilongum
- Saprosma kraussii
- Saprosma latifolia
- Saprosma longicalyx
- Saprosma longifolium
- Saprosma lowiana
- Saprosma membranacea
- Saprosma merrillii
- Saprosma novoguineense
- Saprosma parvifolia
- Saprosma philippinense
- Saprosma pubescens
- Saprosma ridleyi
- Saprosma saxicola
- Saprosma scabridum
- Saprosma scortechinii
- Saprosma sogerense
- Saprosma spathulata
- Saprosma subrepandum
- Saprosma syzygiifolium
- Saprosma ternatum
- Saprosma urophylla
- Saprosma verrucosum